# TicketSwap
TicketSwap is een Nederlandse online marktplaats voor concertkaarten.
Het bedrijf werd in 2012 opgericht door Hans Ober, Frank Roor en Ruud Kamphuis om de verkoop van concertkaarten eerlijker en veiliger te maken. In april 2014 won het bedrijf de Amsterdamse Studenten Ondernemers Prijs. Ober richtte het bedrijf uit persoonlijke frustratie op. Hij wilde een kaartje voor Lowlands verkopen, maar zag daartoe geen eerlijke weg via bestaande kanalen.
Om de teruglopende inkomsten vanwege de coronacrisis het hoofd te bieden zocht het bedrijf in mei 2020 investeerders. Het kon in afgeslankte vorm overleven. In juni 2021 ontving het bedrijf een investering van investeringsmaatschappij Million Monkeys.